# Getas (Kradenan)
Getas is een bestuurslaag in het regentschap Blora van de provincie Midden-Java, Indonesië. Getas telt 3890 inwoners (volkstelling 2010).